# Operación Roza
Operación Roza (en ruso Учение «Роза», Operación Rosa) es el nombre clave de una serie de pruebas nucleares realizadas por la Fuerza de Misiles Estratégicos de la Unión Soviética en septiembre de 1961, en el área D-II, bahía de Mityushika, península de Sujoy Nos, en la Isla norte de Nueva Zembla. Los experimentos fueron hechos con cabezas termonucleares "49" acopladas a misiles de alcance medio R-12, los que fueron disparados desde Vorkuta, al norte de los Urales. El jefe de la operación era el Coronel General Fedor Petrovich Tonki.

## Pruebas
La primera prueba se condujo el 12 de septiembre. Los encabezadores del ejercicio eran el Coronel General F. P. Tonki, que se encontraba en la base de lanzamiento, el mariscal K. S. Moscalenko, cerca del área de prueba y el vicealmirante F. P. Fomin, en el puesto de control principal (Belushya). El cohete, cargado con una ojiva termonuclear "49", partió desde Vorkuta hacia el Polígono de Nueva Zembla. 20 minutos antes del lanzamiento se perdió la comunicación entre la base de lanzamiento y el punto de llegada producto de la fuerte interferencia atmosférica en el ártico. No estaba previsto la realización del ejercicio en estos casos, y se dio la curiosa situación de que F. P. Fomin tomó él mismo la decisión de continuar la prueba, lo que molestó a K. S. Moscalenko. Sin embargo se logró restablecer la comunicación y se continuó con normalidad. La cabeza explotó a 1190 m de altura con una importante desviación del objetivo, liberando una energía de 1150 kilotones, y se registró en tierra un movimiento sísmico de 4,3 grados en la escala de Richter. La altura de la explosión permitió que 2 horas después se sobrevolara la zona de la prueba en helicóptero. Se esperaba que los restos del cohete cayeran en las montañas de la parte norte de la Isla sur, el que se separó unas decenas de kilómetros antes de llegar a la zona de la explosión, no fueron encontrados.
La segunda prueba se condujo el 16 de septiembre. La desviación del cohete fue menor que el primero. La bomba explotó liberando una energía de 830 kilotones y a una altura bastante baja.